# Monstres contre Aliens (série télévisée d'animation)
 (août 2015).
Si vous disposez d'ouvrages ou d'articles de référence ou si vous connaissez des sites web de qualité traitant du thème abordé ici, merci de compléter l'article en donnant les références utiles à sa vérifiabilité et en les liant à la section « Notes et références ».
Monstres contre Aliens (Monsters vs. Aliens) est une série télévisée d'animation américaine en 52 segments de onze minutes, inspirée du film du même nom, et diffusée entre le 23 mars 2013 et le 8 février 2014 sur Nickelodeon.
En France, la série a été diffusée sur Nickelodeon & Gulli.

## Synopsis
Des monstres, emprisonnés en secret par l'armée, sont chargés de sauver le monde de l'invasion menée par des extra-terrestres aux intentions malveillantes.

## Distribution

### Voix originales
- Riki Lindhome : Susan Murphy / Génormica
- Eric Edelstein (en) : B.O.B.
- Chris O'Dowd : Dr Cafard
- Diedrich Bader : Le Maillon manquant
- Jeff Bennett : Coverton
- Haley Tju : Sqweep
- Gillian Jacobs : Sta'abi
- Kevin Michael Richardson : Général W. Putsch
- James Patrick Stuart : le président Hathaway

### Voix françaises
- Ludivine Maffren : Susan Murphy / Génormica
- Jérôme Rebbot : B.O.B.
- Jean-François Vlérick : Dr Cafard
- Gilles Morvan : Le Maillon manquant
- Martin Brieuc : Coverton
- Caroline Combes : Sqweep
- Patrick Béthune : Général W. Putsch
- Pierre Laurent : le président Hathaway
Version française
  - Société de doublage : Nice Fellow
  - Direction artistique : Cyrille Artaux
  - Adaptation des dialogues : Éric Comont, Philippe Girard, Olivier Le Treut

 Source et légende : version française (VF) sur RS Doublage

## Production

### Développement
En 2009, Jeffrey Katzenberg annonce que Nickelodeon a commandé un pilote pour une série Monstres contre Aliens. Finalement, Nickelodeon donne son feu vert en 2012 pour 26 épisodes. Le casting change pour les personnages de Dr Cafard (Chris O'Dowd), Susan (Riki Lindhome), Link (Diedrich Bader), et BOB (Eric Edelstein). La série a été en partie produite en Nouvelle-Zélande par CG atelier Oktobor Animation, qui se sont également occupés de projets de DreamWorks : Les Pingouins de Madagascar et Kung Fu Panda : L'Incroyable Légende.

### Fiche technique
Sauf indication contraire, les informations mentionnées dans cette section peuvent être confirmées par la base de données cinématographiques IMDb,  présente dans la section « Liens externes ».
- Titre français : Monstres contre aliens
- Titre original : Monsters vs. Aliens
- Création :
- Réalisation : Peter Ramsey (II)
- Scénario : Bill Motz (7 épisodes, 2013-2014), Bob Roth (7 épisodes, 2013-2014), Brandon Sawyer (7 épisodes, 2013-2014), John Behnke (5 épisodes, 2013-2014), Gabriel Garza (5 épisodes, 2013-2014), Kim Duran (2 épisodes, 2013), Mark Palmer (2 épisodes, 2013)
- Direction artistique : Meredith Layne (10 épisodes, 2013)
- Montage :
- Musique : Adam Berry (27 épisodes, 2013-2014)
- Casting :
- Production : 
  - Production associée :
  - Production déléguée :
  - Production exécutive : Jeffrey Katzenberg
- Sociétés de production : DreamWorks Animation, 20th Century Fox, Paramount Pictures
- Sociétés de distribution (télévision) : Nickelodeon Productions
- Pays d'origine :  États-Unis
- Langue originale : anglais
- Format : couleur
- Genre : Animations Comédie Famille Science-Fiction Humour
- Durée : 22 minutes (2 × 11 minutes)

## Épisodes
1. Bienvenue dans la zone cinquante-quelque chose (Welcome to Area Fifty-Something)
2. Le danger s'habille en couches-culottes / Le jouet d'un autre monde (Danger Wears a Diaper / The Toy From Another World)
3. L'Effet propreté / L'ananas de l'angoisse (The Bath Effect / The Fruit of All Evil)
4. Pote-verton / Un maximum de B.O.B. (Frenemy Mine / Maximum B.O.B.)
5. C'est arrivé pendant un voyage d'étude / Télévision éducative (It Came... on a Field Trip / Educational Television)
6. La manette / Le trou de ver a tourné (Flipped Out / The Wormhole Has Turned!)
7. Les deux visages du Dr Cafard / La chose qui avait un cerveau (The Two Faces of Dr Cockroach / The Thing with One Brain)
8. La nuit des chiens vivants / L'attaque du ciné club ! (Night of the Living Dog / Attack of the Movie Night!)
9. Un cafard de 45 kilos / L'appel de la nature (98 Pound Cockroach / When Nature Shrieks)
10. Le Vornicarn (Vornicarn)
11. Ça dégénère toujours / Le chant du cafard (It Got Out of Hand / The Sound of Fear)
12. La maladie du "désolé" / Le mot interdit (The Sorry Syndrome / Speak Not the Q Word)
13. Hurlement au bout du fil / Un coin qui n'en finirait pas (Screaming Your Calls / The Time-Out That Wouldn't End)
14. La malédiction de l'homme-bête / Ils venaient du niveau Z (Curse of the Man-Beast / It Came From Level Z)
15. Numéro Sept / L'ami qui n'était pas là (Number Seven! / The Friend Who Wasn't There)
16. Un volant pour deux / La bête de 80 000 litres (Driven to Madness / The Beast From 20,000 Gallons)
17. Les éternuements de la terreur / Prisonnier de la zone d'isolement (The Sneezing Horror / Prisoner of the Dark Dimension)
18. Je prédis l'horreur / À bas Chickie D ! (I Predict Horror / Destroy Chickie D!)
19. Le mystère du Dr Cutter / La fête volante qui a envahi la Terre (The Mystery of Dr. Cutter / The Partymobile That Invaded Earth)
20. Génormichat ! / Mon monstre, mon maître ! (Ginormicat! / My Monster, My Master)
21. En direct de Channel 5 / Une poigne de fer dans un gant de velours (It Came From Channel 5 / It Ruled With an Iron Fist)
22. Cette balle doit être évitée / Il a parlé avec autorité (This Ball Must Be Dodged / It Spoke With Authority)
23. Débitor est vivant ! / La note qui ne passe pas (Debtor Alive! / The Grade that Wouldn't Pass!)
24. On ne respire pas dans un restaurant… dans l'espace / Droit au but (You Can't Breathe in a Dinner in Space! / Race to the End… Zone!)
25. Quand la chance vient à manquer / Ce qui ne pouvait être vu (When Luck Runs Out / That Which Cannot Be Unseen)
26. La fiancée d'Internet / La menace invisible (et aussi silencieuse) (Bride of the Internet / The Invisible Threat (Also Silent))